# 花しぐれ
「花しぐれ」（はなしぐれ）は、1978年3月5日に発売された高田みづえの4枚目のシングル。

## 解説
- 高田のシングル曲では初めて、松本隆が作詞を、都倉俊一が作曲をそれぞれ手掛けた。
- 高田はこの曲でデビュー曲の「硝子坂」から4作連続で、オリコンTOP10入りを果たした。また、1978年1月放送開始のTBS系『ザ・ベストテン』では、初のランクイン曲となった。しかしその後はヒット曲がなかなか出ず、再びオリコンTOP10入り及び『ザ・ベストテン』ランクイン入りを果たすのは、2年後の1980年、「私はピアノ」によってであった（ただし「今週のスポットライト」コーナーでは、1979年発売の「潮騒のメロディー」がロングヒットを記録し1度のみ出演している）。
- 同曲で1978年末の『第29回NHK紅白歌合戦』へ2年連続2回目の出場となった（ただし翌1979年末の『第30回NHK紅白歌合戦』で1回出場が途切れた）。
- 曲中に「髪を切りすぎたの まるで男の子みたいよ」というフレーズがあるが、実際高田がショートカットにするのは次のシングル「パープル・シャドウ」の発売時であった。

## 収録曲
- 全曲作詞：松本隆／作曲・編曲：都倉俊一

1. 花しぐれ (3分00秒)
2. デイ・ドリーム (3分5秒)

## カバー
花しぐれ
- 堀江美都子（1978年6月25日発売のLP『君こそスターだ!歌謡教室』（日本コロムビア GZ-7099）に収録。後に堀江のアルバム『堀江美都子 歌のあゆみ3〜スター誕生!!〜』に収録された）
- 張徳蘭 －台上台下（広東語，1979年）